# Remastersys
remastersys — свободная программа для операционных систем Debian и Ubuntu, а также всех дистрибутивов на их основе, например для Linux Mint. Предназначена для:
- создания Live CD/Live USB собственной сборки[6][7][8][9][10];
- резервного копирования системы путём создания Live CD/Live USB[11][12][13].

## История
Программа начала создаваться в 2006 году. В 2013 году разработка была прекращена.
Программы основанные на Remastersys:
- Relinux (с 2011 года);
- System Imager (с 2013 года)[14].

Помимо официальных ответвлений от проекта, энтузиастами создаются новые, не официальные, версии программы. Основными предпосылками для продолжения развития проекта послужили:
- отсутствие версий поддерживающих Ubuntu 16.04;
- отсутствие русификации.